# Deckung (Schutz)

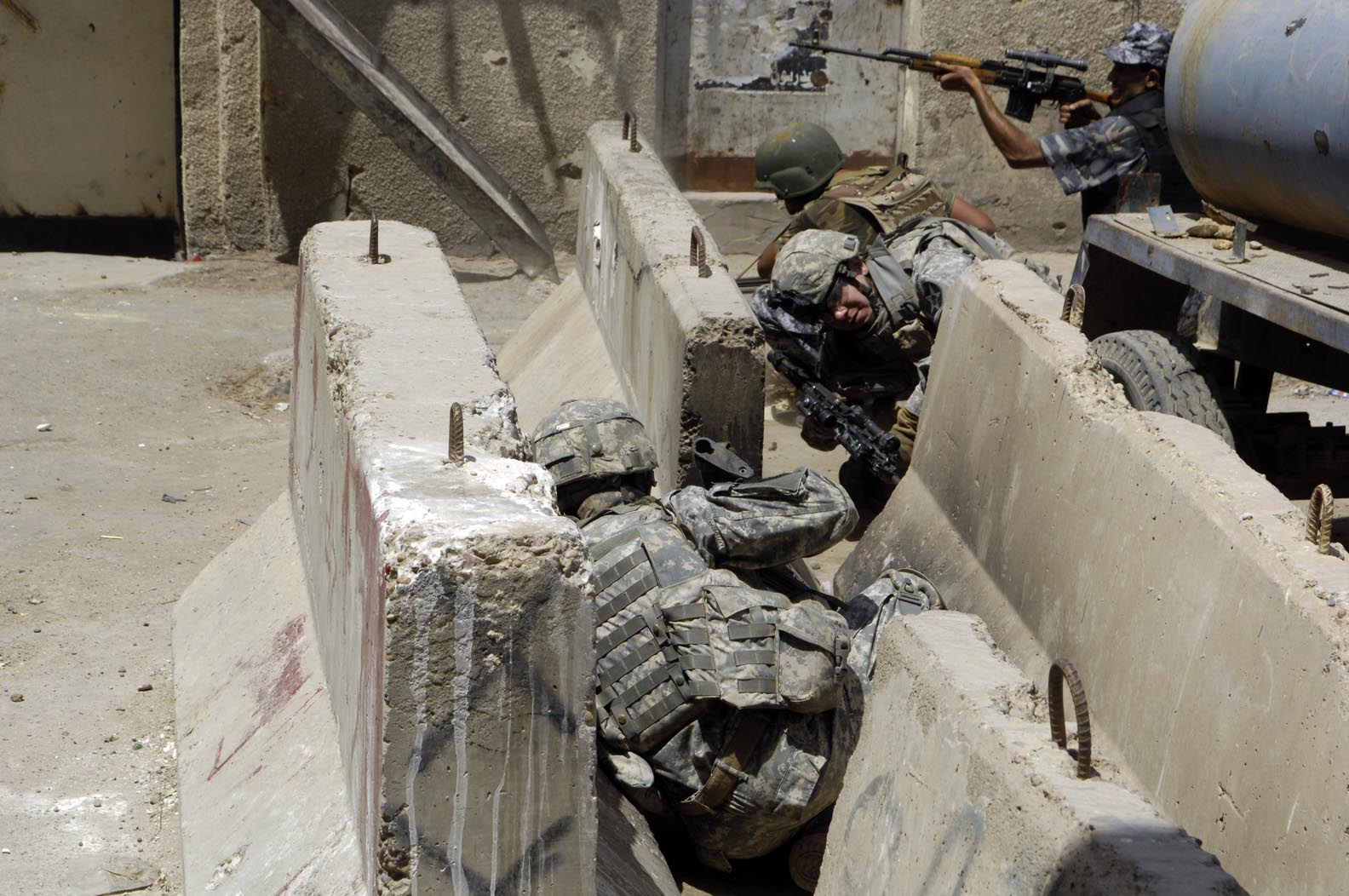
Soldaten suchen Deckung hinter Betonsperren

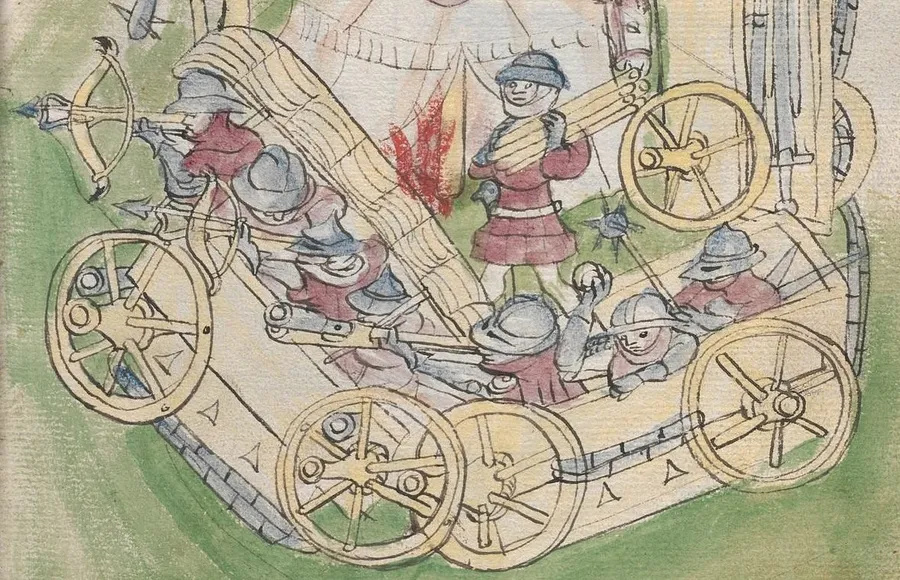
Mittelalterliche Deckung mit Wagenburg

Deckung bezeichnet sowohl den Sichtschutz als auch einen Schutz vor physischen Angriffen oder deren Auswirkungen (z. B. Beschuss oder Bombensplitter).

## Merkmale und Geschichte
Die Deckung wird gegeben durch ein Geländemerkmal (z. B. Fels, Mauer, Baum, Erdloch), einen Gegenstand (z. B. den Motorblock eines Kraftfahrzeugs) oder ein für diesen Zweck geschaffenes Objekt oder Bauwerk, beispielsweise einen Hochsitz bei der Jagd, ein Tarnnetz, Schützengraben, Schützenloch oder Bunker.
Zu Beginn des Kalten Krieges lautete das Motto einer Zivilschutzschulung „Duck and cover“; diese Schulung beschrieb sinnvolle Maßnahmen bei einer weit entfernten Nuklearexplosion. In späteren Jahren wurde Duck and cover kritisiert, da die beschriebenen Maßnahmen (in Deckung gehen und sich mit etwas bedecken) der Bevölkerung die Möglichkeit vortäuschen könnten, einen Atomkrieg zu überleben.

## Volle Deckung / Teildeckung
In der Regel versuchen Soldaten im Gefecht immer in Teildeckung zu gehen. Hierbei gilt der Grundsatz Wirkung geht vor Deckung, d. h. der Soldat geht so weit in Deckung, dass ein Wirken mit seiner Waffe noch möglich ist. Von voller Deckung spricht man im Militär, wenn die Fähigkeit zum Wirken zu Gunsten der Deckung aufgegeben wird.